# ژولیا (دختر سزار)
ژولیا (انگلیسی: Julia؛ ۷۶ پیش از میلاد – ۵۴ پیش از میلاد (سن تقریبی ۲۲)) اهل روم باستان بود. دختر دیکتاتور (روم) ژولیوس سزار از همسر اول یا دومش کورنلیا و تنها فرزند او از ازدواج او بود. جولیا چهارمین همسر پومپه بزرگ شد و به زیبایی و فضیلت خود مشهور بود.